# Landmarschall

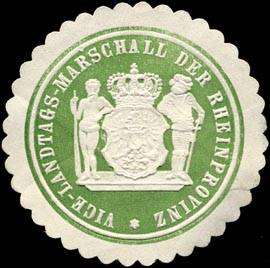
Siegelmarke des rheinischen Vice-Landtags-Marschalls

Als Landmarschall (oder Landtagsmarschall) bezeichnete man in einigen landständischen Verfassungen den Parlamentspräsidenten, der zu Beginn des Landtags aus dessen Mitte gewählt oder vom Herrscher ernannt wurde. Dieses Amt ist nicht zu verwechseln mit dem gleichnamigen hohen Ordensmarschall des Deutschen Ordens.

## Geschichte
Der Begriff ist seit 1383 für Livland und seit 1358 für Österreich urkundlich belegt. Landmarschälle gab es unter anderem in Galizien (dt. Landmarschall/poln. marszałek krajowy), Mecklenburg (zeitgleich stets 3 Erblandmarschälle für bestimmte Teilherrschaften), Niederösterreich, Pommern, dem Großherzogtum Posen (dt. Landmarschall/poln. marszałek krajowy), Sachsen-Lauenburg, Schlesien, Schleswig-Holstein und Tirol. Auch Ordenspreußen bzw. Preußen herzoglichen und königlichen Anteils kannten den Titel. Der Titel des Präsidenten des polnischen Sejm lautet in verwandter Tradition seit alters her Sejmmarschall, ähnlich lautet jener des Leiters einer Woiwodschaftsregierung  Woiwodschaftsmarschall.

## Preußen
Mit der Einführung der preußischen Provinziallandtage im Jahr 1823 wurde auch hier das Amt eines Landtagsmarschalls als Vorsitzender der Ständeversammlung eingeführt. Der Landtagsmarschall wurde vom König ernannt. Zwischen den Sessionen des Provinziallandtages war er Leiter eines ständigen Verwaltungsausschusses für die provinziellen Anstalten. Während der Tagungsperiode hatte der Marschall erhebliches politisches Gewicht. Er leitete den Geschäftsgang, setzte die Ausschüsse ein und bestimmte deren Mitglieder. Außerdem hatten die Marschälle das Recht, politisch unliebsame Deputierte von den Versammlungen auszuschließen. Mit der Aufhebung der Provinzialstände 1875 ist die Würde des Landtagsmarschalls abgeschafft worden.
In einigen preußischen Provinzen sowie in anderen Fürsten- und Herzogtümern führten Adlige den ständischen Ehrentitel eines Erblandmarschalls. Dieser war jedoch mit keiner Amtsfunktion verbunden, sondern wurde seit dem 14. Jahrhundert als erbliches Hofamt verliehen.

## Mecklenburg

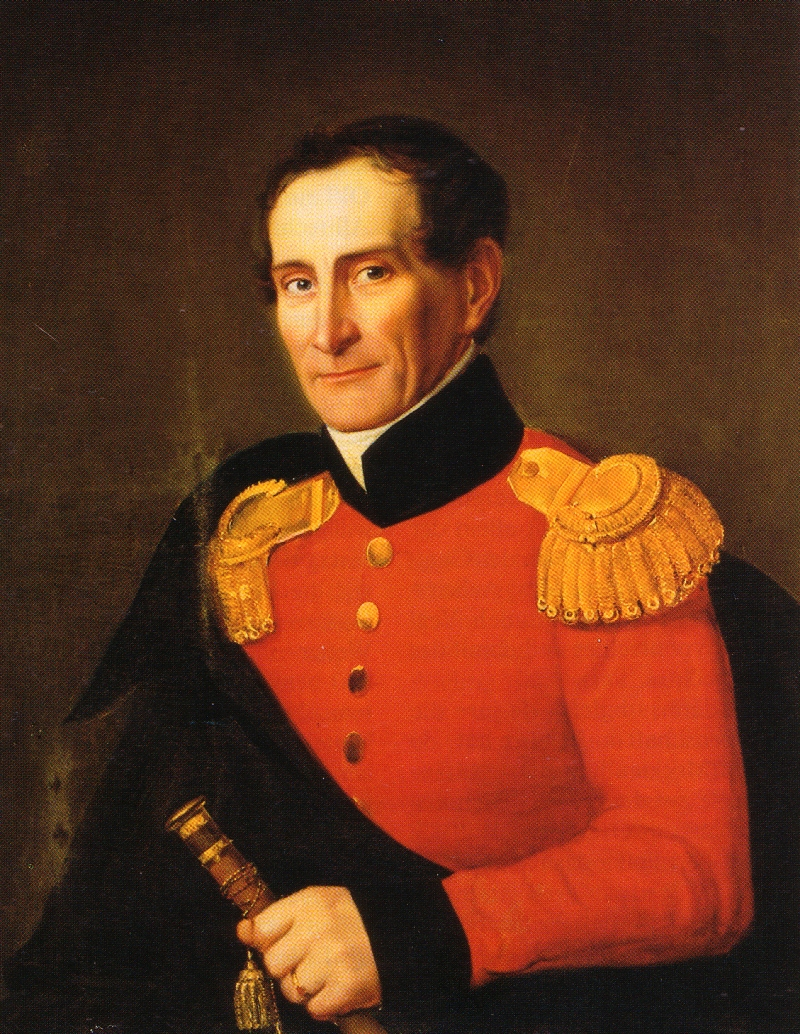
Ferdinand von Maltzan mit Marschallstab als Erblandmarschall in der Uniform der mecklenburgischen Landstände (um 1820)

In den später zu Mecklenburg summierten nordostdeutschen Territorien hatten die Fürsten im 14. Jahrhundert je ein Landmarschallamt geschaffen für jede der drei alten Herrschaften (Mecklenburg, Wenden und Stargard) innerhalb des mecklenburgischen Staates. Zugleich wurden die Landmarschallämter erblich an die damals edelsten Adelsgeschlechter vergeben und fest an den Besitz bestimmter Güter gebunden: Mecklenburg an die von Lützow auf Eickhof (Warnow (bei Bützow)), Wenden an die von Maltzan, Reichsfreiherren zu Wartenberg und Penzlin, auf Penzlin, Stargard an die von Behr (später an die (von) Hahn) auf Pleetz (Datzetal), welche die drei Erblandmarschallämter bis zum Ende der Monarchie in Mecklenburg (1918) innehatten.
Die mecklenburgischen Erblandmarschälle standen der Ritter- und Landschaft der drei Herrschaften vor und waren deren ranghöchste Interessenvertreter im mecklenburgischen Ständestaat. Als Vertreter wurden zeitweilig Vizelandmarschälle bestimmt. Zur Beratung des/der Landesherrn hatte sich in Mecklenburg parallel dazu seit der frühen Neuzeit ein Kreis berufener Landräte etabliert.

## Schweden
In Schweden war der Landmarschall (lantmarskalk) im 17., 18. und 19. Jahrhundert der Vorsitzende des Standes der Ritterschaft bei dem von 1668 bis 1865 aus den vier Ständen (Adel, Priester, Bürger und Bauern) bestehenden Ständereichstag und damit zugleich Präsident des letzteren; er wurde entweder vom König benannt oder von der Ritterschaft gewählt. Unter den bedeutendsten waren Per Brahe der Jüngere, Johan Göransson Gyllenstierna, Arvid Horn, Carl Gustaf Tessin und Fredrik Axel von Fersen.

## Livland und Oesel
Seit 1710 war in Livland und auf Oesel der Landmarschall der höchste Repräsentant der Ritterschaft. Das Amt entsprach dem Ritterschaftshauptmann der Estländischen Ritterschaft und dem Landesbevollmächtigten der Kurländischen Ritterschaft.

## Vorsitzende der Ritterschaften
Auch die Vorsitzenden vieler noch existierender Ritterschaften, als Mitgliedskorporationen historischer Landstände, führen bis heute die traditionsreiche Amtsbezeichnung Landmarschall. (Siehe auch: Ritterschaften in der Gegenwart).